# News of the World (álbum)
News of the World (en español: Noticias del mundo) es el sexto álbum de estudio de la banda de rock Queen, lanzado al mercado el 28 de octubre de 1977 por EMI. El título del álbum hace referencia al periódico británico News of the World.
Contiene canciones tan exitosas como We Will Rock You, We Are the Champions -ambas comúnmente usadas en eventos deportivos- y Spread Your Wings, el álbum consiguió cuatro discos de platino en los Estados Unidos, y junto con el álbum de 1980 The Game ostentan el título de ser el disco más vendido de Queen en Estados Unidos.

## Reediciones
En mayo de 2011, se lanzó una reedición remasterizada y ampliada del álbum. 
Esto era parte de un nuevo contrato discográfico entre Queen y Universal Music, lo que significaba que la asociación de Queen con EMI Records llegaría a su fin después de casi 40 años. Según Universal Music, todos los álbumes de Queen serían remasterizados y reeditados en 2011. Esta reedición incluyó una edición de lujo que contiene cinco pistas adicionales. El segundo lote de álbumes (los cinco álbumes intermedios de la banda) se lanzó en junio de 2011.
El 4 de septiembre de 2017, Queen lanzó una caja de lujo multiformato que marca el 40 aniversario de la edición original del álbum por parte del sello Virgin Group. El conjunto contiene tomas descartadas inéditas y rarezas de los archivos de la banda, en forma de una versión "alternativa" recién creada de todo el álbum, denominada Raw Sessions. La caja también incluye un LP, cortado de las cintas maestras analógicas originales, y un nuevo documental en DVD de 1 hora creado a partir de material filmado entre bastidores durante la etapa norteamericana del tour News of the World de Queen de 1977.
En promoción del lanzamiento del aniversario, el 6 de octubre Queen lanzó las Raw Sessions inéditas de "We Are the Champions" y "We Will Rock You". 
El 27 de octubre, la banda publicó en su canal oficial de YouTube una nueva versión de "All Dead, All Dead" con la voz principal inédita de Mercury, y fue acompañada con un video con letra animada. La caja se lanzó oficialmente el 17 de noviembre de 2017.

## Lista de canciones
| LP  |                            |              |          |  |
| N.º | Título                     | Escritor(es) | Duración |  |
| 1.  | «We Will Rock You»         | May          | 2:01     |  |
| 2.  | «We Are the Champions»     | Mercury      | 3:02     |  |
| 3.  | «Sheer Heart Attack»       | Taylor       | 3:30     |  |
| 4.  | «All Dead, All Dead»       | May          | 3:10     |  |
| 5.  | «Spread Your Wings»        | Deacon       | 4:35     |  |
| 6.  | «Fight From The Inside»    | Taylor       | 3:07     |  |
| 7.  | «Get Down, Make Love»      | Mercury      | 3:51     |  |
| 8.  | «Sleeping On The Sidewalk» | May          | 3:10     |  |
| 9.  | «Who Needs You»            | Deacon       | 3:07     |  |
| 10. | «It's Late»                | May          | 6:30     |  |
| 11. | «My Melancholy Blues»      | Mercury      | 3:32     |  |

| 1991 Bonus Track (Hollywood Records CD reedición) |                                                                |              |          |  |
| N.º                                               | Título                                                         | Escritor(es) | Duración |  |
| 12.                                               | «We Will Rock You» ("1991 Bonus Remix produced by Rick Rubin") | May          | 4:47     |  |

| CANCIONES EXTRA |                                                     |              |          |  |
| N.º             | Título                                              | Escritor(es) | Duración |  |
| 1.              | «We Will Rock You (Alternative Version)»            | May          | 2:01     |  |
| 2.              | «We Will Rock You (Hollywood Records Remix)»        | May          | 4:44     |  |
| 3.              | «We Will Rock You (Queen Rocks Version)»            | May          | 2:00     |  |
| 4.              | «We Will Rock You (Live In Tokio'82)»               | May          | 2:52     |  |
| 5.              | «We Will Rock You (BBC'77)»                         | May          | 4:26     |  |
| 6.              | «Sheer Heart Attack (Single Version)»               | Taylor       | 3:27     |  |
| 7.              | «Sheer Heart Attack (Live At Hammersmith Odeon'79)» | Taylor       | 3:06     |  |
| 8.              | «Sheer Heart Attack (Live In Paris'79)»             | Taylor       | 3:32     |  |
| 9.              | «Spread Your Wings (BBC'77)»                        | Deacon       | 5:20     |  |
| 10.             | «Fight From The Inside (Instrumental)»              | Taylor       | 3:01     |  |
| 11.             | «Get Down, Make Love (Instrumental)»                | Mercury      | 3:48     |  |
| 12.             | «It's Late (Single Version)»                        | May          | 3:46     |  |
| 13.             | «It's Late (Versión extendida)»                     | May          | 6:36     |  |
| 14.             | «It's Late (BBC Oct'77)»                            | May          | 6:36     |  |
| 15.             | «It's Late (Edit Vocals)»                           | May          | 1:08     |  |
| 16.             | «Feelings, Feelings»                                | Queen        | 1:54     |  |
| 17.             | «My Melancholy Blues (Live At The Summit'77)»       | Mercury      | 3:04     |  |
| 18.             | «My Melancholy Blues (BBC'77)»                      | Mercury      | 3:10     |  |

## Canciones

### We Will Rock You
"We Will Rock You" es un tema de rock compuesto por Brian May, guitarrista de la banda británica de rock Queen. Tiene un ritmo cuadrado y conciso con voces fuertes, acompañados con patadas al suelo, palmas y un solo de guitarra.
Ha sido reeditado varias veces en las numerosas recopilaciones sacadas a la venta después de la muerte de Freddie Mercury. Cabe destacar que el videoclip de la canción fue grabado en el patio trasero de la casa del baterista Roger Taylor.
Hasta hoy día, el tema sigue siendo parte de los cánticos tradicionales de aliento en los estadios de fútbol, baloncesto, varios equipos deportivos alrededor del mundo y de escuelas de todo el mundo. La canción da nombre al musical producido por Ben Elton y supervisado por Brian May.

### We Are the Champions
"We Are the Champions" (en español: Somos los campeones) es una canción escrita por el vocalista y pianista Freddie Mercury en 1977. Se ha convertido en una de las canciones más representativas del grupo Queen. Este tema musical es utilizado frecuentemente en películas de deportes o en la que la temática del filme incluye un triunfo que es alcanzado después de enfrentar muchas vicisitudes. También se utiliza mucho en finales de un campeonato internacional de algún deporte para acompañar la emotividad del momento de gloria del equipo campeón (Champions League, Copa Mundial) y al final del Super Bowl.
La canción ya había sido escrita para las sesiones del álbum A Night At The Opera pero Freddie decidió reservarla para después, probablemente porque no hubiese encajado bien en el resto del álbum (que incluía "Bohemian Rhapsody"). Muchas personas han dicho que la canción era un himno gay en lugar de ser para fútbol, pero en realidad, como Freddie declaró en varias entrevistas, él sí la escribió para el Manchester United Football Club, equipo de fútbol inglés, con la idea de hacer un tema deportivo que no fuese un "típico canto futbolero", aunque tiempo después en una entrevista realizada durante el Magic Tour Freddie dijo: "Cuando decimos "nosotros" nos referimos a nosotros [Queen] y el público", por lo que al día de hoy se sigue discutiendo el verdadero significado de la canción.

### Sheer Heart Attack
"Sheer Heart Attack" es una canción escrita por Roger Taylor, convirtiéndose en uno de los temas más populares del álbum y personalmente de Roger Taylor.
La canción fue originalmente escrita para el álbum del mismo nombre Sheer Heart Attack pero se dejó de lado por razones desconocidas. Es una de las pocas canciones de Queen que es de punk rock además de tener influencias de heavy metal. Es una de las canciones más duras y potentes de Queen y fue interpretada en vivo desde 1977 (News of the World Tour) hasta 1982 (Hot Space Tour) siempre antes de "We Will Rock You" y "We Are the Champions" al final de los conciertos.
Fue escrita como una explicación a lo que Taylor pensaba de las bandas de punk rock de los años 70.

### All Dead, All Dead
"All Dead, All Dead" es una canción escrita por Brian May quien además canta la canción junto a Freddie Mercury en los coros; Brian toca el piano. La letra de la canción, se refiere la experiencia de Brian con la muerte de su mascota de la infancia, un gato. Rara vez fue interpretada en vivo.

### Spread Your Wings
"Spread Your Wings" es una canción realizada como sencillo por la banda de rock británica Queen, extraído del álbum News of the World y escrita por el bajista John Deacon. Tuvo algo de popularidad entre los fanáticos de la banda. La canción describe a un joven llamado Sammy que trabajaba limpiando el piso en el «Emerald Bar», y la canción trata de apoyarlo para que salga adelante diciéndole: «Spread your wings and fly away, fly away, far away» (abre tus alas y vuela, vuela muy lejos).
La canción acompañó el repertorio en vivo de la banda entre 1977 hasta 1979. Aparece en el álbum Live Killers.
Lado B

### Fight From The Inside
Fight From The Inside es una canción escrita por Roger Taylor para el álbum de Queen News of the World de 1977.
La canción es cantada por el mismo compositor de la canción, en la cual predomina el bajo con un sonido muy duro. No participaron ni Freddie Mercury ni el resto de la banda ya que los coros y todos los instrumentos son tocados por Roger. El guitarrista Slash, consideró el riff del tema como uno de sus top ten de la historia del rock.
Nunca fue interpretada en directo.

### Get Down, Make Love
Get Down, Make Love es una canción de Queen, compuesta por Freddie Mercury y aparece en el álbum News of the World de 1977 abriendo el lado dos. Es una de las canciones de contenido sexual más explícito en el catálogo del grupo. Incluye un psicódelico solo, a cargo de Brian May con efectos sonoros que surgieron del uso de su guitarra Red Special y el pedal Electroharmonix Frequency Analyzer.
Fue parte de las giras de la banda desde 1977 hasta noviembre de 1982 siendo más extensas las versiones en vivo que la de estudio, debido a la mayor duración del solo de May que además permitía mostrar todo el potencial de luces y efectos en escena.
Se puede escuchar Get Down Make Love en los álbumes en vivo Queen: Live Killers (1979, gira europea), Queen on Fire (2005, con las grabaciones del show de la banda en Milton Keynes, el 5 de julio de 1982) y también  aparece en el álbum Queen Rock Montreal (antes denominado We Will Rock You) grabado en 1981 y lanzado en CD/DVD en 2007.

### Sleeping on the Sidewalk
Sleeping On the Sidewalk es una canción compuesta por Brian May, para el álbum de Queen, News of the World de 1977 inspirada por Eric Clapton.
La canción es un rock cantado en su totalidad por el mismo Brian con un estilo muy Beatle, ya que recuerda mucho a las mejores canciones de la banda de Pop de los 60. El mismo hace la segunda voz en falsete recordando a McCartney en The Beatles.[cita requerida]
Interpretada solo en los 3 primeros conciertos durante el News of the World Tour, es una de las pocas canciones en la que no figura Freddie Mercury.

### Who Needs You
Who Needs You es una canción del grupo musical Queen compuesta por John Deacon para el álbum News of the World de 1977.
Tiene un estilo muy isleño y relajante. La letra, cantada por Freddie Mercury, tiene una frase en español justo antes del solo de guitarra acústica.
Nunca fue interpretada en directo pero es una clara muestra de la variedad de géneros musicales empleados por Queen, lo que la hacía una banda muy variada, dispuesta siempre a innovar.

### It's Late
It's Late es una canción perteneciente al género Hard Rock escrita por Brian May y realizada como sencillo del álbum News of the World en 1977 por la banda de Rock inglesa Queen.
La canción fue una idea de Brian May, hacer una canción en tres actos teatrales para la letra de la canción.
La canción solo llegó al puesto #72 en Estados Unidos que fue uno de los 4 países en que se realizó la canción como sencillo.
La canción fue más adelante incluida en el recopilatorio Queen Rocks.

### My Melancholy Blues
My Melancholy Blues es una balada compuesta por Freddie Mercury, difunto cantante de la banda británica de rock Queen. Tiene un ritmo lento. Es uno de los pocos blues compuestos por Queen, con voces a bajo nivel, acompañado por un bajo sin trastes y percusión con escobillas.
Fue interpretada en varios conciertos del News of the World Tour.

## Portada
La portada del disco está inspirada en una obra del artista Frank Kelly Freas.